# Réserve biologique du Grand Matarum
La réserve biologique du Grand Matarum, ou réserve biologique de Cilaos, est une réserve biologique domaniale de l'île de La Réunion, département d'outre-mer français dans le sud-ouest de l'océan Indien.
Située dans le nord-est du cirque naturel de Cilaos, elle relève de la commune du même nom et, pour l'essentiel, du cœur du parc national de La Réunion.
Créée le 20 juillet 1989, cette réserve protège 808 hectares situés entre 1 200 et 3 070 mètres d'altitude, où elle culmine au Piton des Neiges. Elle couvre une grande partie de la forêt du Grand Matarum et de la forêt de la Mare à Joseph.